# Municipio de Parramos
Municipio de Parramos är en kommun i Guatemala.   Den ligger i departementet Departamento de Chimaltenango, i den sydvästra delen av landet, 30 km väster om huvudstaden Guatemala City.